# L'última festa
L'última festa (títol original: The Last Run) és una pel·lícula estatunidenca de Jonathan Segal estrenada l'any 2004. Ha estat doblada al català.

## Argument
Quan un jove comptable, el fabulós i dolç Steven Goodson (Fred Savage) descobreix que la seva promesa l'enganya, el seu millor amic, Jack Manning (Steven Pasquale), que està infeliçment compromès amb una jove de sang blava (Amy Adams), li aconsella fer front a la situació, dormint amb tantes dones com pugui trobar, per la qual cosa així oblidarà al seu ex. Aviat, Steven es reinventa com un "home de dames", no obstant això, la seva única oportunitat de redempció en tota regla, pot descansar en el cor d'una mestra de caràcter dolç que no està disposada a forçar les coses en una relació.
Steven passa per lliçons de vida molt fortes que li fan comprendre el que no ha de fer-se quan hi ha ruptura de parella i quan es busca a una nova parella.?

## Repartiment
- Fred Savage: Steven Goodson
- Amy Adams: Alexis
- Steven Pasquale: Jack Manning
- Andrea Bogart: Chloe
- Jacob O'Reiley: Ron
- Erinn Bartlett: Amelia
- Vyto Ruginis: Clancy
- Robert Romanus: el cap de Steven
- Ray Baker: M. Powers
- Abby Brammell: cambrera
- Amanda Swisten: Sage
- Lisa Arturo: Ginger
- Jillian Bach: Felicia
- Ina Barron: Brunette
- Judith Benezra: Bridget
- Paul Wesley: Seth